# Exostema acuminatum
Exostema acuminatum är en måreväxtart som beskrevs av Ignatz Urban. Exostema acuminatum ingår i släktet Exostema och familjen måreväxter. Inga underarter finns listade i Catalogue of Life.